# Anne Dieu-le-Veut
Anne Dieu-Le-Veut també anomenada Marie-Anne o Marianne (28 d'agost de 1661 - 11 de gener de 1710) va ser una pirata francesa. Juntament amb Jacquotte Delahaye, era una de les poques dones bucaneres. Si bé Delahaye fou, probablement, un personatge de ficció, Dieu-le-Veut va ser real, tot i que moltes de les seves gestes són invencions d'escriptors posteriors.

## Antecedents
Anne era originària de la província de Bretanya a França.
Possiblement va ser deportada a la Tortuga francesa com a criminal. Segons els informes, va arribar a l'illa durant el regnat de Bertrand d'Ogeron de la Bouëre, que va ser governador de l'illa el 1665-1668 i el 1669-1675.

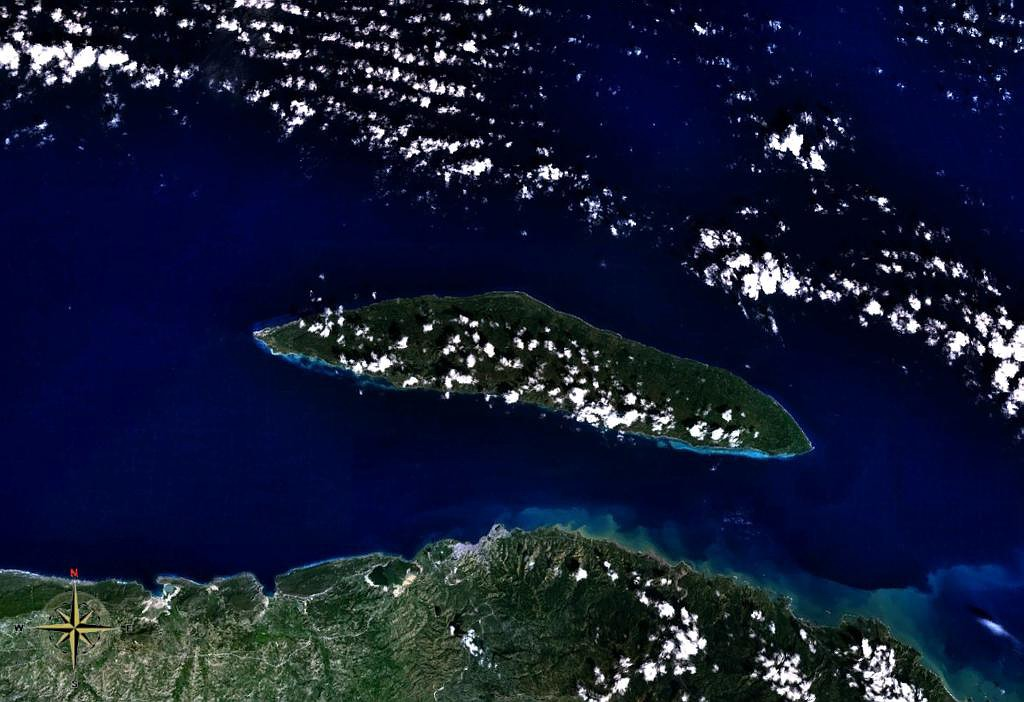
Es creu que Anne podria haver estat deportada a l'illa Tortuga com a criminal

El març de 1693 va conèixer el famós bucaner Laurens de Graaf, amb qui es casaria el mateix mes. Segons la llegenda popular, Anne va desafiar a duel a De Graff per venjar la mort del seu marit. Mentre Laurens desenfundava, Anne li pegà un tir. Després d'aquest fet Laurens es va rendir, amb el pretext que no lluitaria contra una dona, i li demanà matrimoni, captivat pel seu coratge.

## Anne la pirata
La fama de pirata d'Anne Dieu-Le-Veut es deu al fet que, suposadament, formà part de la tripulació de Laurens de Graaf durant els seus actes de pirateria. Normalment, es considerava malastruc tenir una dona a bord d'un vaixell, però Anne era considerada un talismà que atreia la bona sort.
S'afirma que va participar activament en les incursions pirates de la mateixa manera que Anne Bonny, tot i que a diferència d'aquesta, Anne no va amagar el seu sexe. Les històries sobre ella es van fer famoses i se l'ha descrit com valenta, severa i despietada.
El 1693, Laurens de Graaf va atacar la Jamaica anglesa. Com a reconeixement, se li va atorgar el títol noble de chevalier, el rang de tinent major i la comissió d'Ile-a-Vache. Els anglesos van prendre represàlies el maig de 1695 amb un atac a Port-de-Paix a Saint Domingue, on van saquejar la ciutat i van capturar Anne i els seus fills. Van romandre com a ostatges durant tres anys, malgrat els intents de França per alliberar-los.
El 1698, Anne va ser alliberada i es va reunir amb el seu marit. A excepció de la data de la seva mort, el seu alliberament és l'últim any en què és mencionada. La vida posterior d'ella i de Laurens de Graff no és ben coneguda, encara que se saben les seves dates de defunció: de Graaf va morir el 1704 a Santo Domingo, i Anne el va seguir el 1710.

## Llegenda i realitat
Hi ha una llegenda que se situa en el moment en què Anne enviduà (fet que es donà, com a mínim, tres cops durant la seva vida): Quan Anne i Laurens van atacar un vaixell espanyol, una bala de canó va acabar amb la vida de Laurens. Anne va ocupar el seu lloc com a comandant del vaixell, com havia fet en altres ocasions, i atacà amb fúria la nau espanyola. No obstant això, els pirates van ser superats en nombre, i tots van ser capturats i portats primer a Veracruz, a Mèxic, i després a Cartagena, a Colòmbia (ambdues ciutats saquejades abans per Laurens), per ser jutjades. La fama d'Anne va ser tan gran que quan el secretari francès de la Marina de Pontchartrain va saber-ho, va escriure a Lluís XIV de França i li va demanar que fes intervenir el rei d'Espanya. Després d'això, Anne va ser alliberada com a favor especial entre els reis, i mai més no es tornà a sentir sobre ella.
Per altra banda, fonts del període demostren que de Graaf i Dieu-le-Veut es van casar, però no esmenten que ella navegués amb De Graaf ni que l'acompanyés en les seves incursions de bucanerisme, en que ja participava quan es van casar.